# Kai Tegethoff
Kai Rasmus Tegethoff (Colonia, 19 luglio 1984) è un politico tedesco, europarlamentare per Volt Europa dal 2024.

## Biografia
Tegethoff è cresciuto con tre fratelli in una famiglia di sei persone. Dal 2004 al 2007 ha studiato filosofia ed economia all'università di Bayreuth, dal 2007 al 2009 si è formato come disegnatore di architettura e dal 2009 al 2013 ha studiato ingegneria civile all'università di scienze applicate di Treviri. Tra il 2016 e il 2021 è stato assistente di ricerca presso l'università tecnica di Braunschweig.

## Carriera politica

### Politica locale
Tegethoff si è candidato con Volt alle elezioni locali di Braunschweig del 2021 come capolista nella circoscrizione elettorale del Westlicher Ring ed è entrato nel consiglio comunale, dove ha formato un gruppo, da lui guidato, con rappresentanti di Die PARTEI e Die Linke. Alle elezioni statali della Bassa Sassonia del 2022 si è candidato nella circoscrizione elettorale di Braunschweig-Nord e ha ricevuto l'1,3% dei voti.

### Elezioni europee del 2024
Il 16 settembre 2023 Tegethoff è stato eletto al terzo posto nella lista di Volt per le elezioni europee del 2024, diventando parte del quartetto dei candidati di punta insieme a Damian Boeselager, Nela Riehl e Rebekka Müller.
Nelle elezioni, Volt ha ottenuto il 2,6% dei voti, con cui Tegethoff è stato eletto al parlamento europeo. Il 10 giugno, il giorno successivo alle elezioni, ha annunciato che si sarebbe dimesso dal suo seggio nel consiglio comunale di Braunschweig per concentrarsi completamente sul suo lavoro al parlamento europeo.